# Polygala appressipilis
Polygala appressipilis är en jungfrulinsväxtart som beskrevs av Joseph Blake. Polygala appressipilis ingår i släktet jungfrulinssläktet, och familjen jungfrulinsväxter. Inga underarter finns listade i Catalogue of Life.